# Ministeriet for Hertugdømmet Slesvig
Ministeriet for Hertugdømmet Slesvig var et dansk ministerium der blev oprettet den 9. marts 1851. Ministeriet var en afløser for både det Tyske (Slesvig-Holsten-Lauenborgske) Kancelli og den Slesvig-Holstenske Regering på Gottorp Slot samt for de kortvarige myndigheder under og efter Treårskrigen og var den centrale myndighed for hele Sønderjylland, bortset fra sager, som angik monarkiets fælles anliggender og derfor blev behandlet af Ministeriet for Monarkiets fælles indre Anliggender. 
I 1852 flyttede ministeriet fra Flensborg til København.
Som de andre fagministerier var ministeren for Slesvig en del af regeringen, men i sin embedsførelse var han kun ansvarlig over for kongen og ikke for Rigsdagen. Imidlertid blev ministeriets virkekreds indskrænket af den slesvigske stænderforsamlings beføjelser (som dog oftest kun var rådgivende). Ministeriet bestod af sekretariatet, tre departementer og generaldecisoratet. Efter 2. slesvigske krig og hertugdømmets erobring af preussiske og østrigske tropper og dets afståelse 1864 mistede ministeriet sit virkeområde og blev afviklet. En del af dets arkivbestand blev udleveret til de nye magthavere og findes nu i Landesarchiv Schleswig-Holstein; resten findes i Rigsarkivet.

## Ministerliste
- Frederik Ferdinand Tillisch: 5. marts 1851 – 13. juli 1851
- Carl Emil Bardenfleth: 13. juli 1851 – 27. januar 1852
- Carl Moltke: 27. januar 1852 – 12. december 1854
- P.G. Bang 12-13. december 1854
- H.I.A. Raasløff 13. december 1854 – 18. februar 1856
- C.C. Hall 18. februar – 18. juni 1856
- Friedrich Hermann Wolfhagen: 18. juni 1856 – 2. december 1859
- Carl Frederik Blixen-Finecke: 2. december 1859 – 24. februar 1860
- Friedrich Hermann Wolfhagen: 24. februar 1860 – 31. december 1863
- C.F. Simony 31. december – 24. januar 1864
- C.G.W. Johannsen 24. januar – 18. november 1864